# Elecciones regionales de Miranda de 2012
Las elecciones regionales de Miranda, Venezuela fueron el proceso electoral llevado a cabo el 16 de diciembre de 2012 en Venezuela, en el que fue reelecto el gobernador Henrique Capriles Radonski para un segundo mandato. A pesar de ello, la MUD perdió el control del Consejo Legislativo. Estas elecciones se realizaron al mismo tiempo que otras elecciones del mismo tipo en el resto de los estados de Venezuela.
Para estos comicios se enfrentaron las dos grandes coaliciones que protagonizan la vida política de Venezuela, la Mesa de la Unidad Democrática (MUD) y el Gran Polo Patriótico (GPP). La primera estuvo representado por actual gobernador del estado y excandidato presidencial, Henrique Capriles Radonski, mientras que el candidato del segundo fue Elías Jaua Milano, exvicepresidente y exministro de Agricultura y Tierras del gobierno de Hugo Chávez.
La Mesa de la Unidad Democrática buscaba mantener la gobernación del estado. Esta no participó con el candidato electo en las elecciones primarias, Carlos Ocariz, sino que fue con el gobernador en ejercicio, Henrique Capriles Radonski, que venía de perder las elecciones presidenciales contra Hugo Chávez.
El 22 de mayo de 2011, durante la transmisión del programa Aló Presidente N° 374, el presidente Hugo Chávez dijo que tenía una «premonición» de que veía a Elías Jaua como gobernador de Miranda. El 10 de enero de 2012, el PSUV anunció a sus candidatos para las veintitrés gobernaciones, entre los que estaba Jaua para el estado Miranda. Su candidatura recibió el apoyo en pleno del Gran Polo Patriótico.
El Consejo Nacional Electoral convocó las elecciones el 29 de marzo de 2012, junto con las elecciones presidenciales. El proceso electoral se desarrolló en calma, aunque con una marcada abstención que sin embargo, en el estado Miranda, estuvo 4.4 puntos porcentuales por debajo de la nacional.

## Coaliciones y precandidatos

### Mesa de la Unidad Democrática
La Mesa de la Unidad Democrática, coalición de partidos políticos que adversan al presidente Hugo Chávez realizó unas elecciones primarias, donde eligió al candidato presidencial, dieciocho de los veintitrés candidatos a gobernadores y candidatos a alcaldes en la mayoría de los municipios. En el caso de Miranda, el actual gobernador decidió aspirar a la presidencia de la República; por tanto se realizaron elecciones primarias para elegir al candidato a gobernador en este estado.
Participaron en ellas solo dos candidatos, Carlos Ocariz, actual alcalde del municipio Sucre y Enrique Mendoza, exgobernador del estado y exalcalde del municipio Sucre.
Ocariz fue apoyado por su partido, Primero Justicia, además de Voluntad Popular, Podemos y Patria Para Todos, entre otros. Mendoza recibió el apoyo del otro sector de la oposición: COPEI (su partido), Acción Democrática, Un Nuevo Tiempo, Fuerza Liberal, entre otros. 
A raíz de la derrota electoral de Henrique Capriles Radonski el 7 de octubre en las elecciones presidenciales, se decide que él sería el candidato a la gobernación de Miranda para aspirar a un segundo período, en sustitución de Carlos Ocariz que iría a la reelección de la alcaldía del municipio Sucre en las elecciones de 2013. Esta candidatura estaba vacante luego de la renuncia de Juan Carlos Caldera a la misma, por denuncias relacionadas con un presunto hecho de corrupción en el manejo que diera este a la campaña de Capriles.

### Gran Polo Patriótico
El Partido Socialista Unido de Venezuela y sus aliados postularon como candidato a Elías Jaua, a través del método de cooptación en la elección interna de candidatos. Jaua renunció a la vicepresidencia para dedicarse a la campaña.

## Resultados
Gobernador del estado:
| Partido político/Coalición política | Partido político/Coalición política | Candidato                  | Votos   | %      |
| ----------------------------------- | ----------------------------------- | -------------------------- | ------- | ------ |
|                                     | Mesa de la Unidad Democrática       | Henrique Capriles Radonski | 583.660 | 51,83% |
|                                     | Gran Polo Patriótico                | Elías Jaua Milano          | 538.549 | 47,82% |
|                                     | Nueva Visión para mi País (NUVIPA)  | Claudio Ojeda              | 3.561   | 0,31%  |
|                                     | OPINA                               | Jorge Contreras            | 297     | 0,02%  |

Legislador lista:
| Partido político/Coalición política | Partido político/Coalición política          | Adjudicados                                                    | Votos   | %      |
| ----------------------------------- | -------------------------------------------- | -------------------------------------------------------------- | ------- | ------ |
|                                     | Mesa de la Unidad Democrática                | Richard Oswaldo Guevara Cárdenas, María Verónica Barboza Mora. | 556.970 | 51,86% |
|                                     | Gran Polo Patriótico                         | Aurora Josefina de la Morales de Gómez                         | 499.008 | 46,46% |
|                                     | PROCOMUNIDAD, BR, MR, EL, OPINA, CAMBIO PANA | -                                                              | 7.371   | 0,68%  |
|                                     | NUVIPA                                       | -                                                              | 3.671   | 0,34%  |
|                                     | MOVEV                                        | -                                                              | 3.278   | 0,30%  |
|                                     | JUAN BIMBA                                   | -                                                              | 1.325   | 0,12%  |
|                                     | PODER LABORAL                                | -                                                              | 1.039   | 0,09%  |
|                                     | MAPVE, UDEMO                                 | -                                                              | 448     | 0,04%  |
|                                     | PIEDRA                                       | -                                                              | 312     | 0,02%  |
|                                     | JOVEN                                        | -                                                              | 239     | 0,02%  |
|                                     | ORA                                          | -                                                              | 208     | 0,01%  |
|                                     | PSL                                          | -                                                              | 91      | 0,00%  |

Legisladores electos.
|                        |                    |
| Legisladores           | Partido/Coalición  |
| Aurora Morales         | PSUV               |
| Wisely Álvarez         | PSUV               |
| Miguel Mora            | PSUV               |
| Thais Oquendo          | PSUV               |
| Yohan Ponce            | PSUV               |
| Marisela Mendoza       | PSUV               |
| Ismael Capinel         | PSUV               |
| Richard Guevara        | Primero Justicia   |
| Flavia Martineau       | Primero Justicia   |
| Milagros Valera        | Primero Justicia   |
| María Verónica Barboza | Un Nuevo Tiempo    |
| Clara Mirabal          | Un Nuevo Tiempo    |
| Ricardo Infante        | Acción Democrática |
| Michel Ferrandina      | COPEI              |